# Dutch Open 1964
Die Dutch Open 1964 im Badminton fanden Anfang Februar 1964 in der Duinwijckhal in Haarlem statt.

## Finalergebnisse
| Disziplin    | Sieger                         | Finalist                           | Ergebnis    |
| ------------ | ------------------------------ | ---------------------------------- | ----------- |
| Herreneinzel | Henning Borch                  | Oon Chong Teik                     | 15-5, 18-15 |
| Dameneinzel  | Judy Hashman                   | Angela Bairstow                    | 11-2, 11-2  |
| Herrendoppel | Henning Borch Jørgen Mortensen | Oon Chong Teik Oon Chong Jin       | 15-9, 15-9  |
| Damendoppel  | Sue Peard Judy Hashman         | Angela Bairstow Jennifer Pritchard | 15-8, 15-11 |
| Mixed        | John Havers Jennifer Pritchard | Trevor Coates Angela Bairstow      | 15-10, 15-6 |